# Рыночный переулок (Владикавказ)
Рыночный переулок — переулок во Владикавказе, Северная Осетия, Россия. Переулок располагается в Затеречном муниципальном округе Владикавказа между улицами Леваневского и Левченко. Начинается от улицы Леваневского.
Переулок сформировался в первой половине XX века. 18 мая 1954 года Орджоникидзевский горсовет присвоил переулку, проходящему в районе кварталов 495 и 495-а между улицами Лагерной и Подгорной, наименование «Рыночный переулок».